# Шынкожа
Шынкожа (каз. Шынқожа) — село в Аягозском районе Абайской области Казахстана. Административный центр Нарынского сельского округа. Код КАТО — 633473100.

## Население
В 1999 году население села составляло 1763 человека (885 мужчин и 878 женщин). По данным переписи 2009 года, в селе проживало 1416 человек (712 мужчин и 704 женщины).